# پلودالمز
پلودالمز (به فرانسوی: Ploudalmézeau) یک کمون در فرانسه با جمعیت ۶٬۰۷۰ نفر است که در Canton of Ploudalmézeau واقع شده‌است.